# جولیو فاسولو
جولیو فاسولو (انگلیسی: Giulio Fasolo؛ زادهٔ ۱۴ اکتبر ۱۹۹۸) بازیکن فوتبال است.
از باشگاه‌هایی که در آن بازی کرده‌است می‌توان به باشگاه فوتبال چیتادلا اشاره کرد.